# Tetranodus xanthocollis
Tetranodus xanthocollis là một loài bọ cánh cứng trong họ Cerambycidae.